# Rohî, Mankivka
Rohî (în ucraineană Роги) este o comună în raionul Mankivka, regiunea Cerkasî, Ucraina, formată numai din satul de reședință.

## Demografie
Componența lingvistică a comunei Rohî
     Ucraineană (97,19%)
     Rusă (2,45%)
     Alte limbi (0,09%)
Conform recensământului din 2001, majoritatea populației comunei Rohî era vorbitoare de ucraineană (97,19%), existând în minoritate și vorbitori de rusă (2,45%).